# 日吉神社 (瑞浪市宮前町)
日吉神社（ひよしじんじゃ）は、岐阜県瑞浪市宮前町に鎮座する神社（日吉神社）。
宮前日吉神社とも称する。

## 概要
瑞浪市寺河戸地区の産土神である。曹洞宗の寺院の寶林寺（宝林寺）に隣接する。
慶長二年（1597年）、美濃国土岐郡寺河戸村の郷士の井戸右衛門の志願により日吉大社の分霊を祭祀し創建。
1873年（明治6年）に村社となる。戦後の1954年（昭和29年）に岐阜県神社庁より銀幣社に指定され、1997年（平成9年）に金幣社に指定される。
瑞浪市寺河戸町に鎮座する明徳稲荷神社は、1871年（明治4年）に日吉神社に遷座し境内末社となったが、1923年（大正12年）に移転し、独立した神社となっている。

## 祭神
- 大山咋神

## 文化財
宮前日吉神社の陶製神猿
- 阿形と吽形の一対の陶製の神猿。阿形の背面には寄進者の文字が、吽形の背面には寄進した年（文化八年（1811年））の文字が刻まれている[1]。
- 2005年（平成17年）に瑞浪市の文化財に指定されている[1]。